# Lei (Itálie)
Lei (sardinsky: Lèi) je italská obec (comune) v provincii Nuoro v regionu Sardinie. Nachází se ve výšce 456 metrů nad mořem a má 465 obyvatel. Rozloha obce je 19,11 km².